# Mount Reeves
Mount Reeves (in Chile Monte Bruyne) ist ein 1920 m hoher Berg auf der westantarktischen Adelaide-Insel. Er ragt unmittelbar nordöstlich des Mount Bouvier im Osten der Insel auf.
Teilnehmer der Fünften Französischen Antarktisexpedition (1908–1910) unter der Leitung des Polarforschers Jean-Baptiste Charcot kartierten ihn erstmals grob. Der Falkland Islands Dependencies Survey wiederholte dies 1948 und nahm die Benennung vor. Namensgeber ist Edward Ayearst Reeves (1862–1945), der von 1900 bis 1933 bei der Royal Geographical Society als Kurator für Landkarten und Instrukteur für das Vermessungswesen tätig war. Chilenische Wissenschaftler benannten ihn dagegen nach dem chilenischen General Pedro de Bruyne (1866–1951).